# احمد زعبی
احمد زعبی (انگلیسی: Ahmed Zoubi) بازیکن والیبال اهل لیبی بود. وی در بازی‌های المپیک تابستانی ۱۹۸۰ حضور داشته است.